# Den lille engel
Den lille engel (originaltitel: Engelein) er en tysk stumfilm i fire akter fra 1914 instrueret af Urban Gad med Asta Nielsen i hovedrollen.
Filmen er en komediefilm og havde dansk premiere den 11. februar 1914 i Palads Teatret.

## Handling
Berlin-redaktøren Schneider skriver til sin bror Peter J. Schneider, der bor i Amerika, at han er blevet gift. Den velhavende, men barnløse, Peter testamenterer straks sin formue til det første barn i redaktørens ægteskab. Redaktøren har imidlertid allerede et fire år gammelt barn med sin hustru, datteren er imidlertid født udenfor ægteskab. Schneiderne fortæller ikke dette til deres rige slægtning. Et år senere annoncerer de fødslen af deres datter Jesta og præsenterer den rige Peter for en nyfødt baby, som de har lånt til formålet.
Tolv år senere er Jesta blevet en livlig 17-årig, der driver lærerne på kostskolen til fortvivlelse. Oprørsk modstår hun alle kostskolens regler og bliver endelig bortvist fra skolen, da hun mødes med sin hemmelige forlovede Theodor Schiebstedt. Jesta fejrer sit farvel fra kostskolen med en stor aftenfest med slik, alkohol, cigaretter og kortspil.
I mellemtiden er enkemanden Peter vendt tilbage til Europa fra Chicago og ønsker meget at se sin fremtidige arving igen. Hans "lille engel" er kun tolv år gammel i hans fantasi, så Jesta må forklædes som en lille pige. Peter er glad for sin niece og tager hende med til sit landsted om sommeren. Her laver Jesta ulykker og får snart sine nye hus- og danselærere til at give op.
I mellemtiden ønsker Jesta mor at sætte en stopper for trængslerne. Hun sender Theodor Schiebstedt og hans søster Meta til landstedet. Meta skal forføre Peter, men Jesta, der for længst er forelsket i sin onkel, forsøger at forhindre dette. Da Peter og Meta vil forloves, vil Jesta drukne sig selv i sorg, men vandet er for koldt til hende. Hendes selvmordsbrev bliver ikke desto mindre fundet, og mens eftersøgningen af Jesta begynder, fortæller Schneider sin bror sandheden. Jesta bliver fundet, og Peter, som altid har elsket hende, beslutter at gifte sig med hende.

## Produktion
Engelein blev indspillet i 1913 som den fjerde film i Asta Nielsen/Urban Gad serien 1913/1914 og var Asta Nielsens 24. film. Den havde premiere den 3. januar 1914 i Berlin og måneden efter i København.
På tidspunktet for optagelserne var Nielsen 32 år og spillede en 17-årig, der foregav at være en 12-årig. "Og alligevel virkede det ikke usmageligt. De syttenåriges koketteri er lige så sandt som de tolvåriges fnisen." Jesta, som et uægte barn, hentyder til Nielsens egen biografi: hendes datter Jesta blev også født uden for ægteskab i 1901.
Der var forskellige problemer med censuren op til premieren. I en scene klatrer Jesta op ad en stige mod en væg til et hemmeligt møde med Theodor Schiebstedt. Barnepigen fanger hende, og hun skal kravle ned ad stigen igen:
| Citat        | Strømpebåndet over knæet blev synligt i et sekund. Stor spænding over censurens reaktion! Var det virkelig et strømpebånd? Scenen måtte spilles igen. Efter meget frem og tilbage troede nogle, at det bare var en sløjfe. For tredje gang blev scenen spillet. Nu skulle det afgøres det: sløjfe eller strømpebånd! Da det formodede kun viste sig et sekund, lod man storsindet de få meter passere." | Citat |
| Asta Nielsen | |       |

Men da hele indholdet af filmen blev kendt, forbød censurerne den helt. Ikke desto mindre blev filmen vist i Union-Kinos biografer, hvilket skabte skandale, førte til bøder og vendte pressen mod censuren. Efter tre dage gav filmcensuren efter og tillod filmens udgivelse. Den blev dog forbudt for børn og unge. "Netop denne film havde vi rettet mod børn", sagde Nielsen i tilbageblik i 1928.
Flere eksemplarer af filmen i forskellig længde har overlevet. Kopien ved Filmmuseum München indeholder en scene, hvor den rygende Jesta tilbyder en cigaret til barnepigen, der pludselig dukker op; denne scene mangler i kopi, der opbevares ved Deutsche Kinemathek i Berlin. I 1916 blev Engeleins Hochzeit udgivet som en efterfølger til filmen Engelein, men den betragtes som tabt.

## Anmeldelser
Kritikere kaldte filmen et "sammensurium, og det samme om præstationerne. Af indre sandhed og ægthed er kun så meget at spore som Nielsen, takket være sin skuespilkunst, forstår at gøre enhver situation ægte, selv de mest bizarre." Filmen blev kritiseret for sin moralske og opdragende effekt: "Med hensyn til moralsk uddannelse kan denne film dog kun være meget negativ. Hverken pigens frækhed på kostskolen eller den noget omfattende afsløring af hendes feminine 'charme' kan retfærdiggøres i nogen pædagogisk og etisk henseende", men "Nielsen [...] kan takket være sin krop, som er så fuldstændig uerotisk i sig selv, tillade sig mange ting, som andre ikke ville kunne, men stadig forbliver inden for grænserne for, hvad der er tåleligt.
Magasinet Lichtbild-Bühne roste Asta Nielsen som en "munter kunstner med stor dygtighed. [...] Hun har udstyret sin rolle med så mange små vittigheder og sjove extemporés, at publikum konstant smiler og griner. Dette er en rigtig, rigtig komedie, som den burde være, fordi den skal behage overalt. Vi er meget glade for at kunne konstatere denne store succes." Kinematographische Rundschau understregede også Nielsens komiske evner: "Over al stykkets morskab svæver Asta Nielsens udtryksfuldhed, der viser nogle ting på den mest subtile måde og lader os gætte en masse".
Filmen betragtes stadig i dag som en "prototype af screwball-komedie" og "den bedste film i år og mange år fremover, med sin innovative kraft og olympiske perfektion i sin iscenesættelse og ydeevne, uovertruffen i sin rene kvalitet som en film op til de tidlige mesterværker af Lubitsch og Lang."

## Medvirkende
- Asta Nielsen – Jesta
- Alfred Kühne
- Max Landa – Peter J. Schneider
- Fred Immler – Theodor Schiebstaedt
- Bruno Kastner